# Homenagem póstuma
Homenagem póstuma ou homenagem post mortem é uma forma de reconhecimento e congratulações realizada posteriormente à morte de um indivíduo. Enquanto os prêmios são dados às pessoas ainda vivas, as homenagens póstumas são feitas como forma de reconhecimento das obras de pessoas que já faleceram.
O regulamento de algumas premiações, como o Prêmio Nobel, os proíbem de serem ofertadas na forma de cerimônias póstumas. Em outros casos a morte é um pré-requisito para a ocorrência de homenagem, como no caso da nomenclatura de vias e praças na maior parte das cidades, distritos e localidades em geral.

## Principais formas de homenagens póstumas
Dentre as formas de homenagéns póstumas mais adotadas, é muito comum envolver reunião de família e amigos mais próximos para ouvir, contar histórias e relatar momentos felizes a respeito da pessoa.
Há também quem escreva um texto a respeito do homenageado, publicando-o na internet ou em outros veículos de mídia. As redes sociais também são amplamente utilizadas, compartilhando a homenagem com a família, amigos e pessoas do convívio próximo do homenageado.
Outra forma muito comum de homenagem póstuma é a realização de cerimônias religiosas, tais como missas ou cultos em homenagem ao falecido. 
Em caso de reconhecimento público por sua atuação, o finado pode ser objeto de homenagens oficiais por entidades governamentais, tais como governos municipais, estaduais ou mesmo federais. Tais homenagens podem ser executadas por meio de um decreto de luto oficial ou mesmo passa do longos períodos após a morte por meio de nomenclatura de estruturas e aparelhos públicos, tais como ruas, avenidas, estradas, praças, pontes, viadutos, escolas, hospitais, estádios, entre outros.